# Posco
Die Posco Holdings Inc. (Eigenschreibweise POSCO) ist ein Stahlhersteller aus Südkorea mit Sitz in Pohang. Sie ist die börsennotierte Muttergesellschaft der international mit einer Vielzahl an Tochtergesellschaften tätigen Posco-Gruppe.
Das Unternehmen war 2015 der viertgrößte Erzeuger von Stahl in der Welt mit einer Jahresproduktion von 42 Millionen Tonnen. Das Unternehmen ist im KOSPI an der Korea Exchange gelistet.
Posco betreibt zwei Stahlwerke an den Standorten Pohang und Gwangyang in Südkorea. Daneben betreibt Posco das Gemeinschaftsunternehmen USS-Posco Industries mit der US Steel aus Pittsburgh (Pennsylvania).
Im Juni 2005 unterzeichnete Posco mit der bundesstaatlichen Regierung von Orissa (Indien) ein Memorandum. Darin verpflichtete sich das Unternehmen 12 Milliarden US-Dollar zu investieren, um ein integriertes Stahlwerk mit vier Hochöfen zu konstruieren. Den Auftrag für dieses Projekt erhielt die VOEST-Alpine Industrieanlagenbau in Linz.

## Unternehmensgeschichte
In den 1960er Jahren kam die südkoreanische Regierung unter dem damaligen Präsidenten Park Chung-hee zu der Erkenntnis, dass das Land aus eigener Kraft Stahl und integrierte Stahlprodukte für die wirtschaftliche Entwicklung im Land benötige. 1972 begann die Produktion von Posco mit 39 Beschäftigten.
Das Wachstum des Unternehmens in den kommenden Jahrzehnten war immens. In den 1980er Jahren war Posco bereits das fünftgrößte Stahlunternehmen in der nichtkommunistischen Welt mit einer Jahresproduktion von annähernd 12 Millionen Tonnen.
Infolge seiner Privatisierungspolitik ab 1987 hat der südkoreanische Staat seinen Anteil am Unternehmen reduziert. 1998 hielt er noch ca. 20 % der Anteile; über 50 % werden von ausländischen Investoren gehalten.
Anfang 2016 litt die Posco-Gruppe wie andere Stahlhersteller weltweit unter dem Preisdumping. Die Stahlproduzenten in China drückten wegen der Überkapazität den Exportpreis erheblich nach unten. Darauf zogen die südkoreanischen und japanischen Stahlproduzenten nach. Die USA reagierte bereits mit einer Sondersteuer auf Importstahl. Posco versucht daher seit einigen Jahren neue Geschäftsfelder im grünen Sektor zu erschließen. So bietet das Unternehmen leichte aber trotzdem feste Stahlbleche (Body Concept-Electric Vehicle) für die Autoproduktion, die eine Gewichtsersparnis von über 26 % ermöglichen soll. Außerdem errichtet das Unternehmen in Argentinien eine Fabrik für reines Lithium um die hohe Nachfrage nach Lithium-Ionen-Akkus zu befriedigen. Anfang 2017 startete das Unternehmen die weltweit erste Lithium-Recyclinganlage. Dabei wird Lithiumphosphat aus alten Lithium-Ionen-Akkus durch das von Posco patentierte Verfahren in Lithiumcarbonat, ein Vorprodukt für Lithium, umgewandelt. Die neue Fabrik in Gwangyang/Südkorea hat eine Jahresproduktionskapazität von 2500 Tonnen.

## Geschäftsbereiche
Die Posco-Gruppe ist wie die anderen Konglomerate im Land in verschiedenen Geschäftsbereichen tätig. Anders als bei den anderen Jaebeols wird die Mehrheit der Gruppe jedoch nicht von der Gründerfamilie allein kontrolliert. Zu den Geschäftsbereichen der Gruppe gehören:
- Stahl
- Ingenieurwesen & Bauindustrie
- Handel
- Information- und Kommunikationstechnik (ICT)
- Energie
- Materialwissenschaften
- Dienstleistungen